# Renault Type Z
Der Renault Type Z war ein frühes Personenkraftwagenmodell von Renault. Er wurde auch 8 CV genannt.

## Beschreibung
Die nationale Zulassungsbehörde erteilte am 14. Januar 1905 die Zulassung. Als schwach motorisierte Variante des Renault Type Y hatte das Modell keinen direkten Vorgänger. Es gab die Varianten Type Z (a) und Type Z (b). Nachfolger beider Ausführungen wurde der Renault Type AG.
Ein wassergekühlter Zweizylindermotor mit 100 mm Bohrung und 120 mm Hub leistete aus 1885 cm³ Hubraum 8 PS. Eine Quelle gibt davon abweichend 100 mm Bohrung, 120 bis 130 mm Hub und 1885 bis 2042 cm³ Hubraum an. Die Motorleistung wurde über eine Kardanwelle an die Hinterachse geleitet. Die Höchstgeschwindigkeit war je nach Übersetzung mit 42 km/h bis 51 km/h angegeben.

### Renault Type Z (a)
Dies war die kurze Ausführung. Bei einem Radstand von 246 cm und einer Spurweite von 126 cm war das Fahrzeug 340 cm lang und 155 cm breit. Das Fahrgestell wog 750 kg, das Komplettfahrzeug 1100 kg. Der Preis betrug 7500 Franc.

### Renault Type Z (b)
Dies war die lange Ausführung. Der Radstand maß 262 cm und das Fahrzeug 360 cm. Das Fahrzeug wog 1200 kg. Der Preis lag 300 Franc höher. Von diesem Typ ist die Karosserieform Limousine überliefert.